# Artists Space

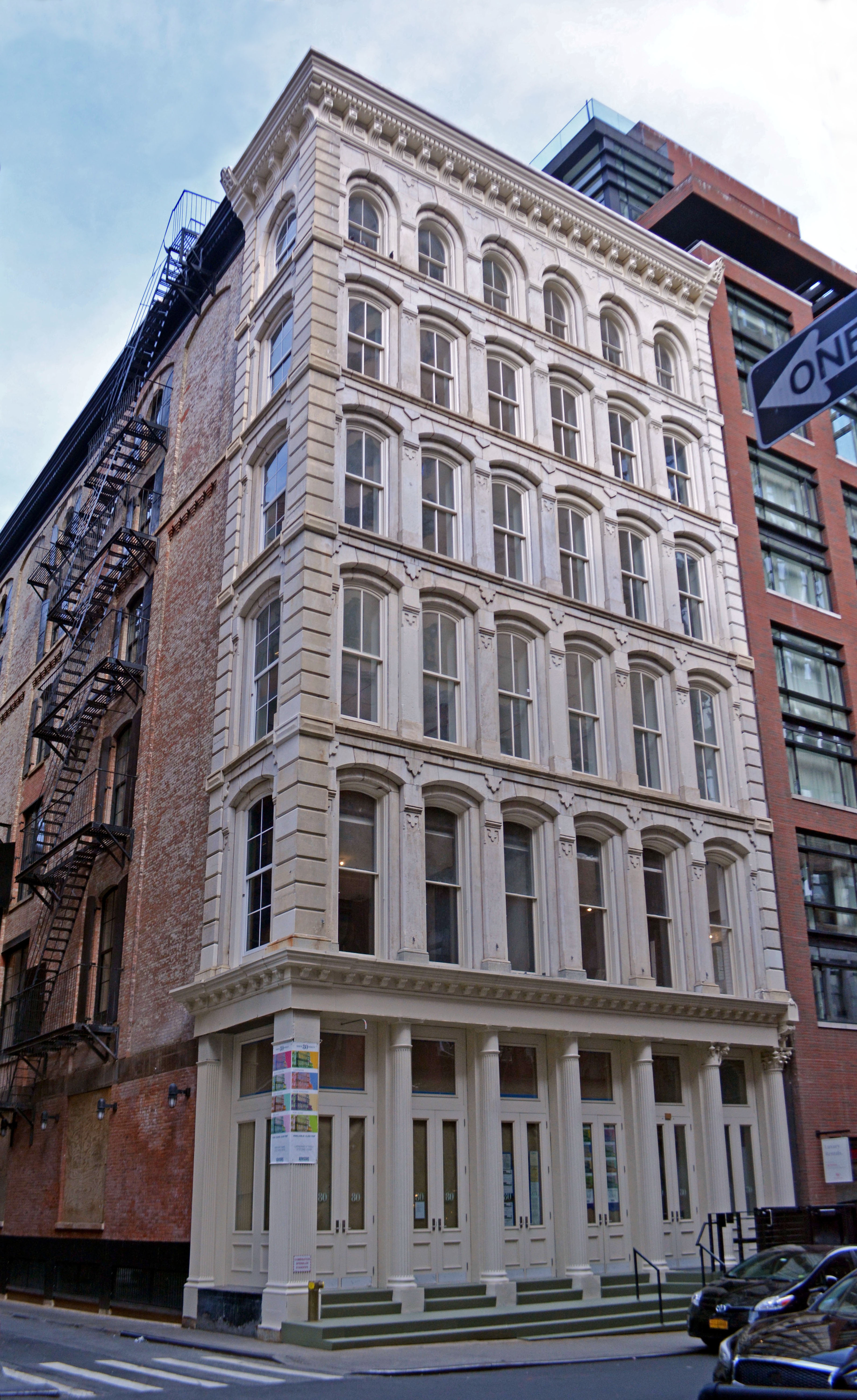
Artists Space au 80, White Street.

Artists Space est une galerie d'art et organisation artistique à but non lucratif établie initialement au 155 Wooster Street à TriBeCa, à New York.
Fondé en 1972 par Irving Sandler et Trudie Grace et financé par le New York State Council (NYSCA), Artists Space offrait une structure de soutien alternative aux jeunes artistes émergents, distincte du système des musées et des galeries commerciales. Artistes Space a toujours été engagé dans des dialogues critiques sur la critique institutionnelle, le racisme, la crise du sida et Occupy Wall Street.
Artists Space a fourni une plate-forme à de nombreux artistes notables, notamment Laurie Anderson, John Baldessari, Judith Barry, Ericka Beckman, Ashley Bickerton, Barbara Bloom, Andrea Fraser, Félix Gonzalez-Torres, Lyle Ashton Harris, Peter Halley, Jenny Holzer et Joan Jonas. Mike Kelley, Jeff Koons, Barbara Kruger, Sherrie Levine, Louise Lawler, Robert Longo, Group Material, Anthony McCall, Ericka Beckman, John Miller, Adrian Piper, Lari Pittman, Tim Rollins, Cindy Sherman, Jack Smith, Michael Smith, Haim Steinbach, Stuart Sherman, Laurie Simmons et Fred Wilson,.

## Histoire
Au cours de sa première année, 21 artistes de premier plan ont été choisis pour réaliser une exposition personnelle et ont choisi trois artistes indépendants pour exposer leurs œuvres simultanément. Des artistes tels que Romare Bearden, Vito Acconci, Dan Flavin, Nancy Graves, Sol LeWitt, Philip Pearlstein, Dorothea Rockburne, Lucas Samaras et Jack Youngerman ont été choisis pour exposer et sélectionner des artistes. Le système a fourni aux artistes une grande quantité d'agences de conservation et une opportunité pour les artistes émergents de gagner en visibilité.

### 1972—1979
En 1974, Edit DeAk organisa PersonA, une série de performances photographiques et vidéo axée sur l'autobiographie et la critique institutionnelle du monde de l'art. Laurie Anderson, Eleanor Antin, Jennifer Bartlett, Dennis Oppenheim, Adrian Piper, Alan Sondheim et Kathy Acker, Peter Hutchinson, Jack Smith, Scott Burton, Roger Welch et Nancy Kitchell ont exposé leurs œuvres. La série s'est déroulée sur quatre soirées consécutives.
En 2010, Artists Space a accueilli Autoerotic Asphyxiation, la première exposition de Danh Vo aux États-Unis.
En 2011, Artists Space a offert ses ressources à des mouvements tels que Strike Debt et Working Artists and the Greater Economy (WAGE), en organisant une série de conférences et en organisant un dialogue incitant au dialogue sur le rapport indiscutable de l'art avec la politique. Artists Space a formé un partenariat de recherche avec WAGE qui a abouti à l'élaboration du programme de certification actuel de WAGE, qui récompense les organisations artistiques à but non lucratif qui s'engagent à verser aux artistes des honoraires correspondant à leurs normes de paiement minimum.
De septembre à décembre 2016, Decolonize This Place a effectué une résidence à Artists Space, où le site Books & Talks (55 Walker Street) a été utilisé comme siège social et lieu de rencontre pour les artistes et les organisateurs de la ville de New York, dont beaucoup étaient liés à des projets décoloniaux. résistance à l'échelle nationale et mondiale.
En 2018, juste avant la fermeture de son site situé au 55 Walker Street, Artists Space a accueilli Jack Smith: Art Crust of Spiritual Oasis, la première rétrospective institutionnelle du travail de Jack Smith depuis plus de 20 ans.

### Localisations
- 155 Wooster Street (1972–1977)
- 105 Hudson Street (1977–1984)
- 223 West Broadway (1984–1993)
- 38 Greene Street (1993–2016)
- 55 Walker Street (2016–2018)
- 80 White Street (2019- )[11]

### Chronologie des administrateurs
- Trudie Grace (1973-1975)
- Helene Winer (1975-1980)
- Linda Shearer (1980-1985)
- Susan Wyatt (1985-1991)
- Carlos Gutierrez-Solana (1991-1993)
- Claudia Gould (1994-1999)
- Barbara Hunt (2000-2005)
- Benjamin Weil (2005-2008)
- Stefan Kalmár (2009-2016)
- Jay Sanders (2017 – présent)[12]

## Voir également
- Heresies: A Feminist Publication on Art and Politics
- White Columns
- Mudd Club
- Tier 3